# Holma socken
Holma var en socken i Vartofta härad i Västergötland. Den ingår nu i Falköpings kommun i den del av Västra Götalands län som tidigare ingick i Skaraborgs län. 
Holma har tidigt införlivats med Lovene socken, som i sin tur 1541 uppick i Karleby socken. Holma by ligger strax öster om Uddagårdens kalkbrott, omkring en halvmil norr om Karleby kyrka.